# 슈레더 (닌자 거북이)

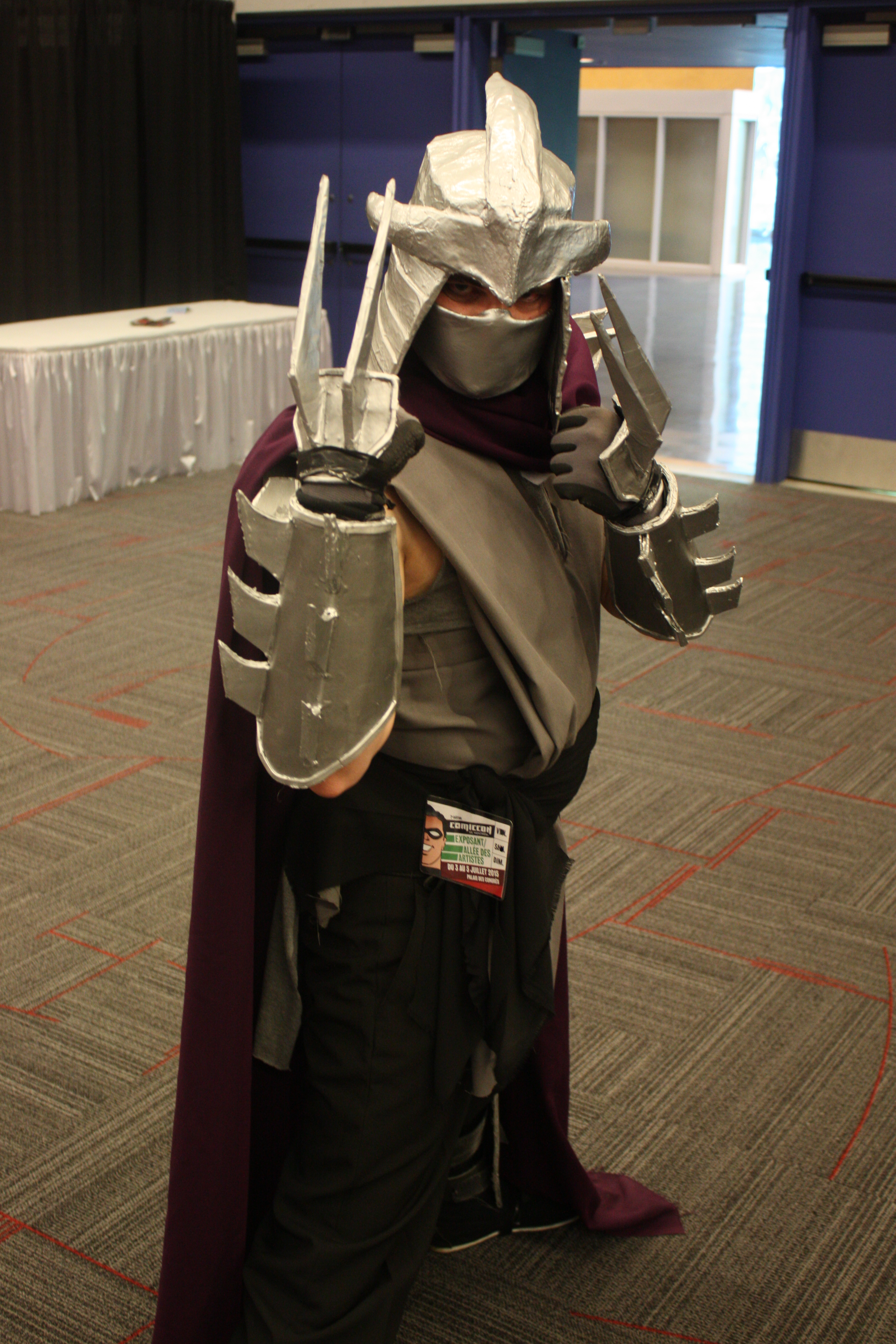

슈레더(The Shredder)는 《닌자 거북이》의 등장인물로, 주적이다. 뉴욕에 기반을 둔 풋 클랜의 리더로 알려져 있다.